# Ból
Ból (łac. dolor; gr. ἄλγος algos, ὀδύνη odynē) – według definicji Międzynarodowego Towarzystwa Badania Bólu subiektywnie przykre i negatywne wrażenie zmysłowe i emocjonalne, powstające pod wpływem bodźców (tzw. nocyceptywnych) uszkadzających tkankę lub zagrażających jej uszkodzeniem. Ból jest odczuciem subiektywnym, dlatego jest nim wszystko to, co chory w ten sposób nazywa, bez względu na obiektywne objawy z nim związane. Receptorami bólowymi są nocyceptory.
Odczucie bólu wyzwala również każdy supramaksymalny bodziec specyficzny dla danego receptora, np. silny impuls świetlny powoduje ból gałek ocznych, silny bodziec akustyczny powoduje ból lokalizowany w uchu. W psychologii ból jest uważany za popęd uruchamiający odpowiednie formy zachowania się zwierzęcia, które prowadzą, często przez uczenie się, do usunięcia się spod działania lub do uniknięcia bodźca bólowego.
Bólowi towarzyszy pobudzenie układu nerwowego współczulnego (przyspieszenie czynności serca, wzrost ciśnienia tętniczego) i wzmożenie wydzielania niektórych hormonów (np. hormonów kory nadnerczy). Ból ma istotne znaczenie dla rozpoznania i umiejscowienia procesu chorobowego oraz uniknięcia lub zminimalizowania uszkodzenia tkanki. Niepowodzenie w leczeniu bólu ostrego może w niektórych przypadkach doprowadzić do rozwinięcia się stanu bólu przewlekłego.
Przypuszcza się, że ludzie silniej odczuwają ból niż inne zwierzęta, gdyż więzi społeczne są u nich mocniej rozwinięte, w związku z czym dobrą strategią ewolucyjną było sygnalizowanie bólu współplemieńcom. Istnieje wiele rozbieżnych opinii badaczy na temat tego, czy zwierzęta inne niż ludzie odczuwają ból psychiczny oraz jakie jego postacie są w stanie odczuwać.

## Ocena bólu
Istnieje wiele narzędzi pomagających określić nasilenie odczuwanego bólu. Skale oceny stopnia nasilenia bólu możemy podzielić na trzy grupy: 
- wizualne – najbardziej popularna jest tzw. skala wzrokowo-analogowa (ang. Visual Analogue Scale, VAS). Posługując się linijką długości 10 cm, określa się nasilenie odczuwanego bólu, gdzie „0” oznacza całkowity brak bólu, natomiast „10” najsilniejszy ból, jaki można sobie wyobrazić. Odmianą stosowaną u dzieci jest tzw. The Wong-Baker Faces Pain Rating Scale, przedstawiająca schematy twarzy wyrażających różne nasilenie bólu;
- werbalne – oceniające ból w sposób opisowy. W skalach tego typu chory może opisywać ból, posługując się czterema stopniami: brak bólu, ból słaby, ból umiarkowany, ból silny lub – dodatkowo – stopień piąty: ból nie do zniesienia;
- numeryczne – oceniające ból w skali liczbowej, gdzie „0” oznacza brak bólu, a „10” najsilniejszy ból, jaki chory może sobie wyobrazić.

Dla dzieci, które nie potrafią mówić lub upośledzonych umysłowo przeznaczone są skale behawioralne oceniające ból na podstawie obserwacji zachowania pacjenta na przykład skala FLACC.

## Klasyfikacja neurofizjologiczna
- ból receptorowy – nocyceptywny – powstaje w wyniku drażnienia receptorów nerwów czuciowych, np. przez mediatory zapalne;
- ból niereceptorowy – neuropatyczny – powstaje w wyniku ucisku lub zniszczenia struktur układu nerwowego. Typowym objawem jest allodynia.

## Najczęstsze przyczyny
- ból ostry:
  - wszelkie urazy, oparzenie,
  - ból wieńcowy,
  - ból w ostrym zapaleniu trzustki,
  - ból spowodowany pęknięciem wrzodu żołądka lub dwunastnicy,
  - kolka żółciowa,
  - ból w zapaleniu wyrostka robaczkowego,
  - kolka nerkowa,
  - ból związany z krwawieniem podpajęczynówkowym,
  - ból w ostrym niedokrwieniu kończyny,
  - dyskopatia, rwa kulszowa,
  - neuralgia (w tym najczęściej neuralgia trójdzielna);

- ból przewlekły:
  - ból nowotworowy,
  - ból w przewlekłym zapaleniu trzustki,
  - ból w niedokrwieniu kończyn dolnych na tle miażdżycy,
  - ból reumatyczny,
  - ból związany z innymi zmianami zwyrodnieniowymi,
  - ból fantomowy,
  - ból pourazowy,
  - bóle migrenowe.